# Nikki Haley
Nimrata Nikki Randhawa Haley (født 20. januar 1972 i Bamberg, South Carolina) er en amerikansk politiker. Hun tiltrådte som USA's FN-ambassadør den 25. januar 2017 indtil hun sagde op og forlod posten 31. december 2018, hvorefter hun overlod Kelly Craft hvervet. Hun var den 116. guvernør i den amerikanske delstat South Carolina fra 2011 til 2017. Hun er medlem af det Republikanske parti.
Haley vandt 2. november 2010 guvernørvalget over sin demokratiske modkandidat Vincent Sheheen. Nikki Haley blev 12. januar 2011 taget i ed som South Carolinas 116. guvernør, hvor hun afløste partifællen Mark Sanford. Ved sin indtræden blev hun den yngste siddende guvernør i USA. Ifølge meningsmålinger lå hun i starten på sidstepladsen i primærvalget, men det ændrede sig da Sarah Palin støttede hende som republikansk kandidat til guvernørposten.
Nikki Haley er aktiv i Tea Party-bevægelsen.

## Præsidentkampagnen i 2024
Den 1. februar 2023 blev det rapporteret at Haley vil annoncere sit kandidatur til præsidentvalget i 2024 den 15. februar, der vil udfordre tidligere præsident Donald Trumps kampagne.  Haley havde tidligere hævdet, at hun ikke ville stille op til kandidaturet, hvis Trump stillede op.
Den 14. februar meldte hun officielt sit kandidatur. I en annonce gjorde Haley det klart, at hun stiller op som præsident i 2024. 
| Primärval       | Donald Trump (delegerede) | Nikki Haley (delegerede) | Kommentarer                                                   |
| --------------- | ------------------------- | ------------------------ | ------------------------------------------------------------- |
| Iowa            | 20                        | 8                        | Ron DeSantis modtog 9 delegerede og Vivek Ramaswamy modtog 3. |
| New Hampshire   | 13                        | 9                        |                                                               |
| Nevada          | 26                        | 0                        |                                                               |
| Jungfruöarna    | 4                         | 0                        |                                                               |
| South Carolina  | 47                        | 3                        |                                                               |
| Michigan        | 12+39                     | 4                        |                                                               |
| Idaho           | 32                        | 0                        |                                                               |
| Missouri        | 51                        | 0                        |                                                               |
| Washington D.C. | 0                         | 19                       | Nikki Haleys første sejr over Trump.                          |

## Familie
Nikki Haley blev i 1996 gift med Michael Haley, og de har sammen 2 børn.